# Fort de Porh-Puns
Le fort de Porh-Puns est un fort français situé à Gâvres, dans le Morbihan, en région Bretagne.
Il est la propriété du Syndicat mixte Dunes sauvages de Gâvres à Quiberon.

## Situation
Le fort est situé le long de la côte ouest de la pointe de Gâvres, à environ 400 m à vol d'oiseau à l'ouest de l'église Saint-Gildas.

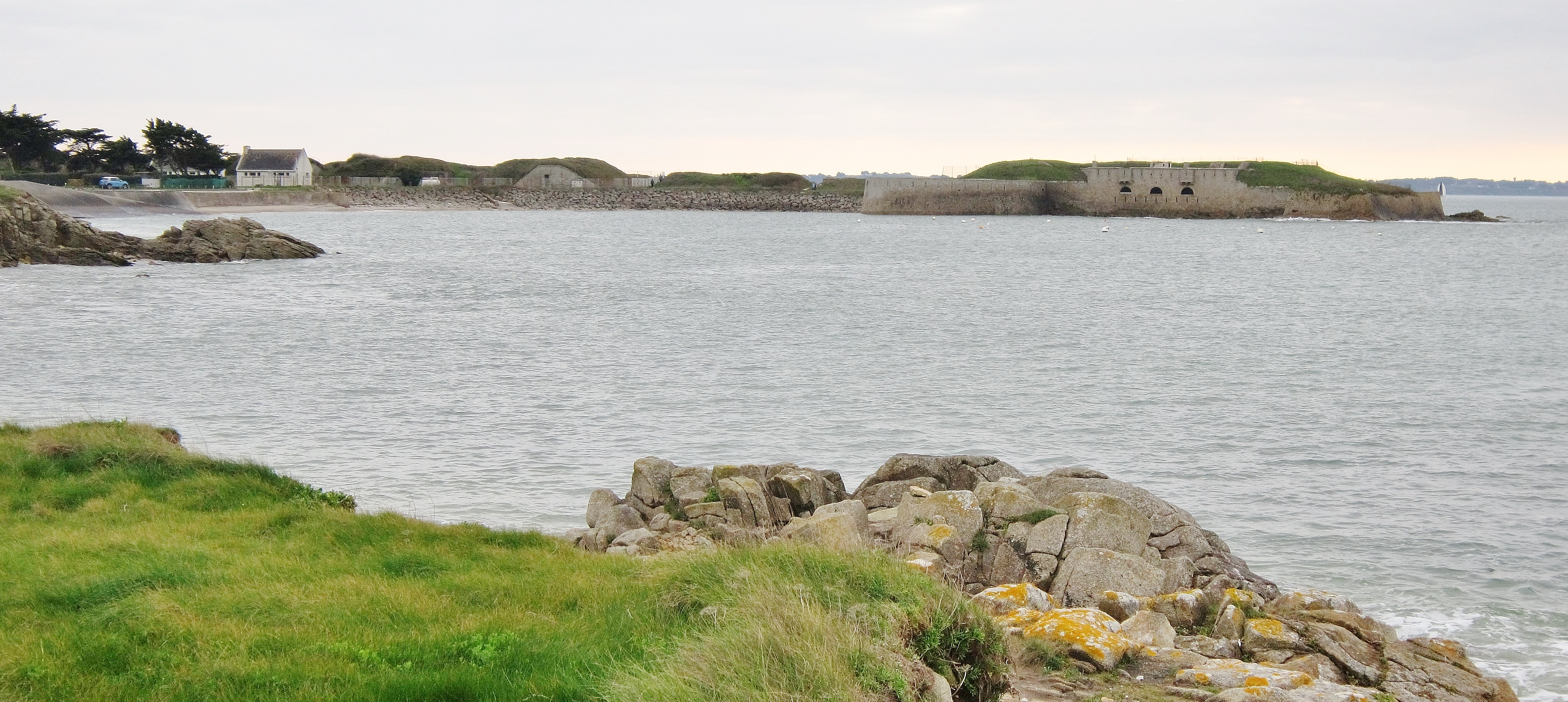
Le fort vu du site de la fontaine Saint-Gildas.

## Histoire
Une première fortification, une simple batterie, est construite sur le site en 1695 à l'initiative du marquis de Lavardin. Doté de 10 canons et 2 mortiers, cet emplacement stratégique est choisi pour protéger la citadelle de Port-Louis et la rade de Lorient,,.
Un fort remplace la batterie originelle dans le courant du XVIIIe siècle. Un corps de garde, pouvant accueillir 60 soldats, y est adjoint en 1846. Le fort bénéficie d'une campagne de restauration dans les années 1870.
Le fort est désarmé après la Seconde Guerre mondiale et acheté en 2007 au ministère de la Défense par le Syndicat mixte du Grand Site Gâvres Quiberon.
Le fort, en totalité, est inscrit au titre des monuments historiques par arrêté du 15 septembre 2017.

## Architecture
Le fort de Porh-Puns est construit en 1695 ; il constitue une défense avancée de la rade de Port-Louis dans laquelle la Compagnie des Indes s'est installée en 1666. Il servit par la suite à protéger le port de guerre de Lorient, croisant ses feux avec le fort de Locqueltas (en Larmor-Plage), situé en face sur l'autre rive de la rade. En forme générale de fer à cheval, son accès terrestre était coupé à l'origine par un fossé équipé d'un pont-levis. L'ennemi (anglais le plus souvent à l'époque) venant le plus souvent de la mer, la plate-forme de tir se développe à l'ouest et au nord.

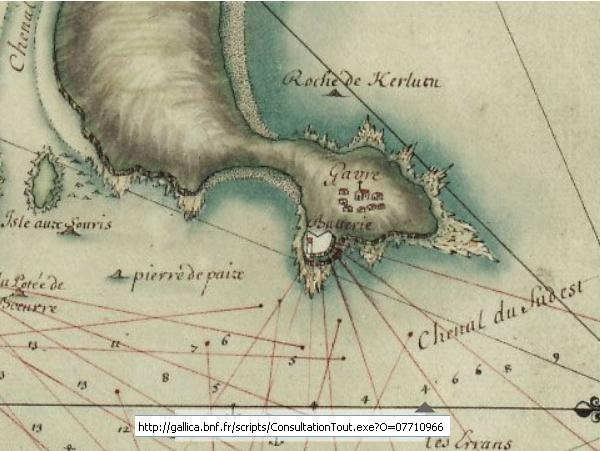
Carte de Gâvres et du fort par Jean-Baptiste Bourguignon d'Anville au XVIIIe siècle.